# Liste der Kulturgüter in Rüfenach
Die Liste der Kulturgüter in Rüfenach enthält alle Objekte in der Gemeinde Rüfenach im Kanton Aargau, die gemäss der Haager Konvention zum Schutz von Kulturgut bei bewaffneten Konflikten, dem Bundesgesetz vom 20. Juni 2014 über den Schutz der Kulturgüter bei bewaffneten Konflikten sowie der Verordnung vom 29. Oktober 2014 über den Schutz der Kulturgüter bei bewaffneten Konflikten unter Schutz stehen.
Objekte der Kategorie A sind im Gemeindegebiet nicht ausgewiesen, Objekte der Kategorie B sind vollständig in der Liste enthalten, Objekte der Kategorie C fehlen zurzeit (Stand: 1. Januar 2023). Unter übrige Baudenkmäler sind weitere geschützte Objekte zu finden, die in der Bau- und Nutzungsordnung der Gemeinde verzeichnet und nicht bereits in der Liste der Kulturgüter enthalten sind.

## Kulturgüter
| Foto |                                                                                               | Objekt                                                           | Kat. | Typ | Standort                                  | Beschreibung |
| ---- | --------------------------------------------------------------------------------------------- | ---------------------------------------------------------------- | ---- | --- | ----------------------------------------- | ------------ |
| ja   | Datei hochladen · Wikidata zu Kantonale Kinderbeobachtungsstation (Q29580621)                 | Kantonale Kinderbeobachtungsstation KGS-Nr.: 15724               | B    | G   | Heinrich-Meyer-Weg 1 657740 / 262066      |              |
| ja   | Datei hochladen · Wikidata zu Kappelacker; späteisenzeitliche Siedlungsstelle (Q105872240)    | Kappelacker (späteisenzeitliche Siedlungsstelle) KGS-Nr.: 15725  | B    | F   | Hinterrein 658671 / 262150                |              |
| ja   | Datei hochladen · Wikidata zu Restaurant Blauen Engel, ehemalige Untervogtei (Q29580624)      | Restaurant Blauer Engel (ehemalige Untervogtei) KGS-Nr.: 15726   | B    | G   | Zehntenweg 5a 657799 / 262336             |              |
| BW   | Datei hochladen · Wikidata zu Vorder Rein; "frühmittelalterliche" Vorgängerkirche (Q29580627) | Vorder Rein; frühmittelalterliche Vorgängerkirche KGS-Nr.: 15727 | B    | F   | Vorderrein, Reinerstrasse 659557 / 262161 |              |

## Übrige Baudenkmäler
| ID  | Foto |                                                      | Objekt                                               | Typ | Standort                                    | Beschreibung |
| --- | ---- | ---------------------------------------------------- | ---------------------------------------------------- | --- | ------------------------------------------- | ------------ |
| 901 | ja   | Datei hochladen · Wikidata zu Kirche Rein (Q1742666) | Kirche Rein                                          | G   | Vorderrein, Kirchweg 10.3 659570 / 262159   |              |
| 902 | ja   | Datei hochladen                                      | Pfarrhaus                                            | G   | Vorderrein, Kirchweg 10 659615 / 262160     |              |
| 903 | ja   | Datei hochladen                                      | Pfarrscheune                                         | G   | Vorderrein, Haldenweg 4 659600 / 262145     |              |
| 904 | ja   | Datei hochladen                                      | Waschhaus                                            | G   | Vorderrein, Haldenweg 4 bei 659590 / 262129 |              |
| 905 | ja   | Datei hochladen                                      | Wohnhaus Chappele                                    | G   | Hinterrein, Chapeleweg 8 658770 / 262204    |              |
| 906 | ja   | Datei hochladen                                      | Gemeindehaus, Altes Schulhaus                        | G   | Reinerstrasse 25 658128 / 262201            |              |
| 907 | BW   | Datei hochladen                                      | Wohnhaus 17. Jh.                                     | G   | Reinerstrasse 2 657744 / 262296             |              |
| 908 | ja   | Datei hochladen                                      | Wohnhaus 1646/1818 mit Sodbrunnen                    | G   | Hauptstrasse 21 657729 / 262346             |              |
| 909 | BW   | Datei hochladen                                      | Bauernhaus 1828/1829                                 | G   | Hauptstrasse 12 657737 / 262178             |              |
| 910 | BW   | Datei hochladen                                      | Bauernhaus 1836                                      | G   | Hauptstrasse 32 657812 / 262408             |              |
| 911 | ja   | Datei hochladen                                      | Stallscheune um 1820/30                              | G   | Hauptstrasse 21.4 657732 / 262331           |              |
| 912 | ja   | Datei hochladen                                      | Stallscheune Restaurant Vogt/Blauer Engel um 1800/20 | G   | Hauptstrasse 24.2 657821 / 262342           |              |

Legende: Siehe Legende der Liste der Kulturgüter von nationaler und regionaler Bedeutung. Anstelle der KGS-Nummer wird als Objekt-Identifikator (ID) die Inventar- oder Gebäudenummer in der Bau- und Nutzungsordnung der Gemeinde verwendet.